# Міліметрівка

Міліметрівка

Міліметрі́вка — загальновживана назва для масштабно-координатного (або профільного) креслярського паперу, розміченого на клітини.
Найчастіше зустрічається папір з рівномірною розміткою («справжня міліметрівка») — на ній надруковані тонкими лініями
клітини зі стороною 1 мм, товщими — зі стороною 5 мм, ще товстішими — зі стороною 1 см.
Найтовстішими лініями позначені клітини зі стороною 5 см.
Застосовується для складання профілів і ескізних креслень.

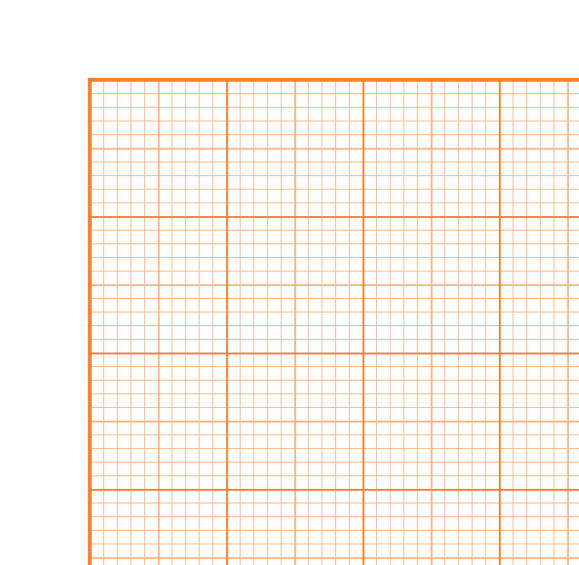
Збільшене зображення міліметрівки

## Колір
Лінії розмітки виконані одним кольором: чорним (стрічки самописців), синім, зеленим, помаранчевим, коричневим, яскраво-рожевим. На кольоровому папері лінії креслення не зливаються з розміткою, при необхідності фотокопіювання розмітку можна прибрати світлофільтрами.

## Стабільність
Геометричні розміри паперу нестабільні в часі і залежать від напряму «зливу паперу» при виготовленні й умов зберігання (наприклад, горизонтальний і вертикальний «міліметри» можуть відрізнятися до 10 %). Тому для точних креслень (наприклад, для фотошаблонів) застосовується багатошаровий папір, що містить шар металевої фольги. Іноді застосовується пластикова плівка, але вона менш стабільна. Міліметрівка, виготовлена за ГОСТами відрізняється стабільністю. Зберігання за вологості не більше 40 % практично не впливає на точність креслення.